# Minutargyrotoza
Minutargyrotoza is een geslacht van vlinders van de familie bladrollers (Tortricidae).

## Soorten
- M. calvicaput (Walsingham, 1900)
- M. minuta (Walsingham, 1900)